# Pedro Rosales Encio
Pedro Rosales Encio (Miranda de Ebro, Burgos, 1581-Lugo, 30 de marzo de 1642) fue un eclesiástico español ordenado obispo de Lugo.

## Biografía
Pedro Rosales Encio nació en la ciudad burgalesa de Miranda de Ebro (Castilla y León) en el año 1581. Fue Doctor en ambos Derechos; Colegial de Santa Cruz de Valladolid; Provisor de Jaén y Doctoral de Toledo.
El 12 de agosto de 1641 fue nombrado Obispo de Lugo, pero no fue consagrado hasta el 22 de diciembre del mismo año, en el Convento de San Jerónimo el Real de Madrid. 
Ocupó el cargo durante tres meses; no llegó a la ciudad de Lugo hasta el 17 de marzo de 1642, y murió unos días después, el 30 de marzo, y fue enterrado junto a la capilla mayor de la Catedral de Lugo.